# Made In Stoke 24/7/11
Made in 24/7/11 Stoke es el segundo álbum en vivo grabado por el guitarrista de hard rock británico-estadounidense Slash. Con el vocalista estadounidense Myles Kennedy, el álbum fue grabado en la gira de Slash, debut en solitario en Stoke-on-Trent, cuna de Slash. Fue lanzado por los expedientes de Armería, una división de Eagle Rock Entertainment, el 14 de noviembre de 2011 como un álbum en vivo y DVD. Así como las canciones del álbum de Slash debut homónimo, hecho en Stoke también incluye canciones originalmente realizadas por bandas anteriores del guitarrista como por ejemplo: Guns N' Roses, Slash's Snakepit y Velvet Revolver.

## Track listing
| N.º | Título                                           | Escritor(es)                                               | Duración |  |
| 1.  | «Been There Lately» (De Slash's Snakepit)        | Slash, Rod Jackson, Ryan Roxie, Johnny Griparic, Matt Laug | 4:34     |  |
| 2.  | «Nightrain» (De Guns N' Roses)                   | Axl Rose, Izzy Stradlin, Slash, Duff McKagan               | 5:02     |  |
| 3.  | «Ghost»                                          | Slash, Ian Astbury                                         | 3:43     |  |
| 4.  | «Mean Bone» (De Slash's Snakepit)                | Slash, Jackson, Roxie, Griparic, Laug, Jack Douglas        | 4:01     |  |
| 5.  | «Back from Cali»                                 | Slash, Myles Kennedy                                       | 3:36     |  |
| 6.  | «Rocket Queen» (De Guns N' Roses)                | Rose, Slash, McKagan                                       | 9:21     |  |
| 7.  | «Civil War» (De Guns N' Roses)                   | Rose, Slash, McKagan                                       | 8:06     |  |
| 8.  | «Nothing to Say»                                 | Slash, M. Shadows                                          | 7:27     |  |
| 9.  | «Starlight»                                      | Slash, Kennedy                                             | 5:45     |  |
| 10. | «Promise»                                        | Slash, Chris Cornell                                       | 3:59     |  |
| 11. | «Doctor Alibi»                                   | Slash, Ian "Lemmy" Kilmister                               | 3:45     |  |
| 12. | «Speed Parade» (De Slash's Snakepit)             | Slash, Jackson, Roxie, Griparic, Laug                      | 3:58     |  |
| 13. | «Watch This»                                     | Slash, Dave Grohl                                          | 3:39     |  |
| 14. | «Beggars & Hangers-On» (De Slash's Snakepit)     | Slash, Eric Dover, McKagan                                 | 6:29     |  |
| 15. | «Patience» (De Guns N' Roses)                    | Stradlin, Rose                                             | 5:45     |  |
| 16. | «Godfather Solo» (theme tune from The Godfather) | Nino Rota                                                  | 10:30    |  |
| 17. | «Sweet Child o' Mine» (De Guns N' Roses)         | Rose, Slash, Stradlin                                      | 6:28     |  |
| 18. | «Slither» (De Velvet Revolver)                   | Scott Weiland, Slash, McKagan, Matt Sorum, Dave Kushner    | 7:33     |  |
| 19. | «By the Sword»                                   | Slash, Andrew Stockdale                                    | 4:36     |  |
| 20. | «Mr. Brownstone» (De Guns N' Roses)              | Stradlin, Slash                                            | 4:41     |  |
| 21. | «Paradise City» (De Guns N' Roses)               | Rose, Stradlin, Slash, McKagan                             | 9:13     |  |

## Créditos

### Slash
- Slash - Guitarra principal
- Myles Kennedy - Voz, guitarra rítmica en "Nothing To Say" y "Watch This"
- Bobby Schneck – Guitarra rítmica, coros
- Todd Kerns – Bajo, coros, voz en "Doctor Alibi"
- Brent Fitz – Batería, coros

### Personal adicional
- Eric Valentine, Productor musical, Mix de audio, remasterización de audio
- Matt Friedman – Producción asistencial
- Ian Dyckhoff – Ingeniero en Audio
- Ian Van Der Molen – Asistente de Mix
- Cian Riordan – Asistente de Mix
- Stuart Green – Director de Arte, Diseño
- Nikkie Amouyal – Director, Diseño
- Ross Halfin – Fotógrafo

- Datos: Q1944156